# Edeltraud und Theodor
Edeltraud und Theodor ist ein Kinderkurzfilm aus dem Jahr 2011 von Regisseur Daniel Acht. Der Film wurde im Rahmen der ZDF-Sendung Siebenstein am 6. November 2011 ausgestrahlt.

## Handlung
Das Schaf Edeltraud hat es nicht leicht auf dem Bauernhof der Familie Knoll. Denn Sohn Theodor ist ein echter Lausbub! Dauernd spielt er anderen Streiche und hat nur Unsinn im Kopf. Als Edeltraud eines Tages von einem gemeinen Räuber in den dunklen Wald verschleppt wird, fürchtet sie um ihr Leben: bestimmt will der Räuber sie braten! Gerade wetzt der Räuber das Messer und leckt sich gierig die Lippen, da taucht Theodor auf. Edeltraud befürchtet das Schlimmste: stecken Theodor und der Räuber etwa unter einer Decke?

## Aufführungen

### National
- Bamberger Kurzfilmtage
- Stuttgarter Filmwinter

### International
- Sarasota Filmfestival 2012 (Florida, USA)
- Curtas Vila do Conde – Festival Internacional de Cinema 2012 (Portugal)

## Auszeichnungen
- Bester Kinderfilm – Bamberger Kurzfilmtage 2012
- Prädikat: wertvoll – Deutsche Film- und Medienbewertung (FBW)